# خفية الأبواغ البشرية
خفية الأبواغ البشرية، تعتبر مع خفية الأبواغ الصغيرة من أنواع خفيات الأبواغ المهمة طبيًا. هي متطفلٌ إجباري في البشري، حيثُ يستعمر القناة الهضمية ويؤدي إلى التهاب المعدة والأمعاء وإسهال مسببًا داء خفيات الأبواغ.